# 허현호
허현호(許玄浩, 1946년 8월 2일~)는 대한민국의 배우이다. 서귀포 출신이다.

## 학력
- 서라벌고등학교
- 서라벌예술대학 연극연기과

## 경력
- CBS 성우
- 1968 극단 광장 단원
- 극단 성좌 단원
- 극단 춘추 단원
- 1993 한국연극협회 회원
- 2003~2008 한국연극배우협회 회장

## 출연

### 방송

#### 시트콤
- 2000 SBS 웬만해선 그들을 막을 수 없다 - 이개똥 역

#### 드라마
- 1993 KBS 1TV 정든 님
- 1993 MBC 제3공화국 - 김윤근 역
- 1994 KBS 2TV 한명회 - 대금국 황제 이징옥 역
- 1995 KBS 2TV 서궁 - 이수 역
- 1995 KBS 1TV 김구 - 경무관 역
- 1995 SBS 코리아게이트 - 이민우 역
- 1996 KBS 2TV 검
- 1996 KBS 1TV 용의 눈물 - 정충 역
- 1998 KBS 1TV 왕과 비 - 왕방연 역
- 2000 KBS 1TV 태조 왕건 - 김대존 역
- 2000 KBS 2TV 천둥소리
- 2001 SBS 여인천하 - 성희안 역
- 2001 KBS 2TV 명성황후 - 박규수 역
- 2002 KBS 1TV 제국의 아침 - 유긍달 역
- 2002 KBS 2TV 태양인 이제마 - 심마니 역
- 2002 KBS 2TV 장희빈 - 융과다 역
- 2003 SBS 왕의 여자 - 류성룡 역
- 2004 KBS 1TV 불멸의 이순신 - 서노인 역
- 2007 KBS 2TV 헬로! 애기씨
- 2009 KBS 2TV 전설의 고향 - 혈귀 - 이 대감 역
- 2020 KBS 2TV 한 번 다녀왔습니다 - 용강스님 역
- 2022 ENA 이상한 변호사 우영우 - 황지사 주지스님 역

### 기타
- 1993년 MBC 《경찰청 사람들》- ep.25 (상처난 얼굴로 쏘다 편 📺93.11.24) ... 한의사 역

### 영화
- 2001 라이방
- 2002 YMCA 야구단
- 2002 굳세어라 금순아
- 2010 식객: 김치전쟁
- 2010 불량남녀
- 2011 우리할배

### 공연

#### 연극
- 1991 막차탄 동기동창
- 1995 서울가는 길
- 1996 뮤지컬 올리버

1. ↑  “「열개의 인디언…」 극단「新協」”. 《동아일보》. 1981년 6월 8일. 2022년 8월 10일에 확인함.